# NGC 6520
NGC 6520 è un piccolo ammasso aperto situato nella costellazione del Sagittario; giace vicino a una densa nebulosa oscura nota come B86.

## Osservazione

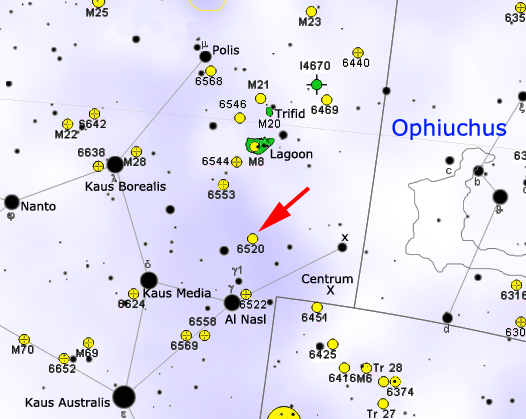
Mappa per individuare NGC 6520.

Si individua nella parte occidentale della costellazione, sovrapposto a un ricchissimo campo stellare; la sua posizione è facile da reperire utilizzando come riferimento la stella γ Sagittarii, quindi proseguendo verso nord fino alla vicina W Sagittarii e prolungando la direzione per circa tre volte. Attraverso un binocolo è già ben evidente come una piccola macchia chiara che si staglia sul chiarore diffuso del bulge della Via Lattea, dominata da una stella rossastra di magnitudine 8 situata sul vertice sudorientale; per la sua risoluzione completa occorre un telescopio da almeno 100mm di apertura e ingrandimenti spinti.
A causa della sua declinazione piuttosto meridionale, quest'ammasso può essere osservato principalmente da osservatori situati nell'emisfero australe della Terra, sebbene sia comunque osservabile discretamente anche fino alle latitudini temperate medie. Il periodo migliore per la sua osservazione nel cielo serale è quello compreso fra giugno e ottobre.

## Storia delle osservazioni
NGC 6520 è stato osservato per la prima volta da William Herschel nel 1784, che lo osservò attraverso il suo riflettore da 18,4 pollici; lo descrisse come un ammasso considerevolmente ricco ma piuttosto disperso; nel New General Catalogue si fornisce anche la stima della magnitudine delle sue stelle membri, compresa fra la 9 e la 13.

## Caratteristiche
NGC 6520 è un ammasso di ridotte dimensioni apparenti formato da alcune decine di stelle fino alla magnitudine 13; la sua distanza è stimata attorno ai 1577 parsec (5140 anni luce) dal Sole, all'interno del Braccio del Sagittario, probabilmente nello stesso ambiente galattico delle nebulose attorno a Sh2-15, costituenti una regione di formazione stellare. Altre stime indicano una distanza leggermente maggiore, attorno a 1900 parsec (circa 6200 anni luce).
Nei suoi pressi è ben visibile la nebulosa oscura B86, la cui distanza è probabilmente simile a quella dell'ammasso. Se si accetta ciò è lecito aspettarsi che i due oggetti possano avere un'origine comune; tuttavia ciò è realisticamente improbabile, dato che l'ammasso ha un'età di 150 milioni di anni e una nube molecolare come B86 difficilmente può avere un'età superiore ai 10 milioni di anni. Se B86 costituisce un residuo del processo di formazione stellare che ha dato origine all'ammasso, deve essere sopravvissuta a un'intera rivoluzione attorno al centro della Via Lattea.